# Дубинска бомба
Дубинска бомба (енгл. Depth charge) је оружје намењено за борбу против зароњених подморница.
Експлозија дубинске бомбе у близини зароњене подморнице изазива оштећења (на трупу и механизмима) који је потапају, приморавају да одустане од извршења задатка или да изрони на површину где је изложена удару другог бродског и ваздухопловног оружја. Дубинска бомба служи и за разминиравање неконтактних мина које леже на дну у мањим морским подручјима (луке, сидришта, уски пролази) и за борбу против подводних диверзаната и извиђача. Избацују се у виду плотуна, са продова противподморничким клизачима и бацачима, а из ваздухоплова као ваздухопловне бомбе.

## Механизам дејства
Дубинска бомба дејствује ударним таласом и експанзијом гасова који настају детонацијом. Ефекат дејства зависи од количине и квалитета експлозива, од удаљености и положаја центра експлозије у односу на подморницу као и од чврстоће, облика и величине њеног трупа. Најјаче дејство има када експлодира испод подморнице, слабије изнад, а најслабије по прамцу или крми. У Другом светском рату дубинска бомба пуњена са 300 кг ТНТ изазивала је на удаљености око 25 м осредња, а на око 10 м погибељна оштећења подморнице. Поред тога, детонације дубинских бомби, без обзира на удаљеност, нервно изнуравају посаду подморница, слабе јој морал и борбеност.

## Развој

### Први светски рат
Дубинску бомбу први пут су употребили Британци крајем 1915, у борби против немачких подморница. Имала је цилиндричан облик са експлозивним пуњењем од око 50 кг ТНТ, брзину тоњења до до 3 м/с, највећу темпирну дубину до 100 м. Била је опремљена хидростатским упаљачем који се активирао на постављеној дубини. Током Првог светсог рата већина РМ усвојила је дубинску бомбу са хидростатским и временским упаљачем, са 25-150 кг ТНТ. Хидростатски и временски упаљачи могли су се темпирати на 6 разних дубина од 10 до 100 м. У Првом светском рату, од 178 уништених немачких подморница, дејством дубинске бомбе потопљено је 38.